# Округ Хардин (Охајо)
Округ Хардин (енгл. Hardin County) је округ у америчкој савезној држави Охајо.

## Демографија
По попису из 2010. године број становника је 32.058, што је 113 (0,4%) становника више него 2000. године.
| Група             | 2000.          | 2010.          |
| Белци             | 31.009 (97,1%) | 30.774 (96,0%) |
| Афроамериканци    | 224 (0,7%)     | 259 (0,8%)     |
| Азијати           | 138 (0,4%)     | 182 (0,6%)     |
| Хиспаноамериканци | 248 (0,8%)     | 407 (1,3%)     |
| Укупно            | 31.945         | 32.058         |